# أرابوتا
أرابوتا بلدية في ولاية سانتا كاتارينا في المنطقة الجنوبية من البرازيل.